# Alexandre Lacazette
Alexandre Lacazette (pronunciació francesa: [alɛksɑ̃dʁ lakazɛt]; nascut el 28 de maig de 1991) és un futbolista professional francès que juga com a davanter per l'Olympique de Lió i per la selecció francesa de futbol. Entre les seves qualitats hi ha la de ser un bon golejador i driblador. Sense la possessió, pressiona, i té gran habilitat per recuperar pilotes.
Entre 2010 i 2017, Lacazette va jugar 275 partits i va marcar 129 gols entre totes les competicions per l'Olympique de Lió. La temporada 2014–15 va ser el màxim golejador de la Ligue 1 amb 27 gols en 33 partits, i va guanyar també el trofeu al jugador de l'any de la competició. Va deixar Lió el juliol de 2017, per signar contracte amb l'Arsenal FC.
Lacazette ha representat França en totes les categories per edats. Va guanyar el Campionat d'Europa de la UEFA sub-19, tot marcant el gol decisiu a la final contra Espanya. Lacazette va debutar amb la selecció absoluta el juny de 2013, i hi va marcar el seu primer gol el març de 2015.